# Asenizacja

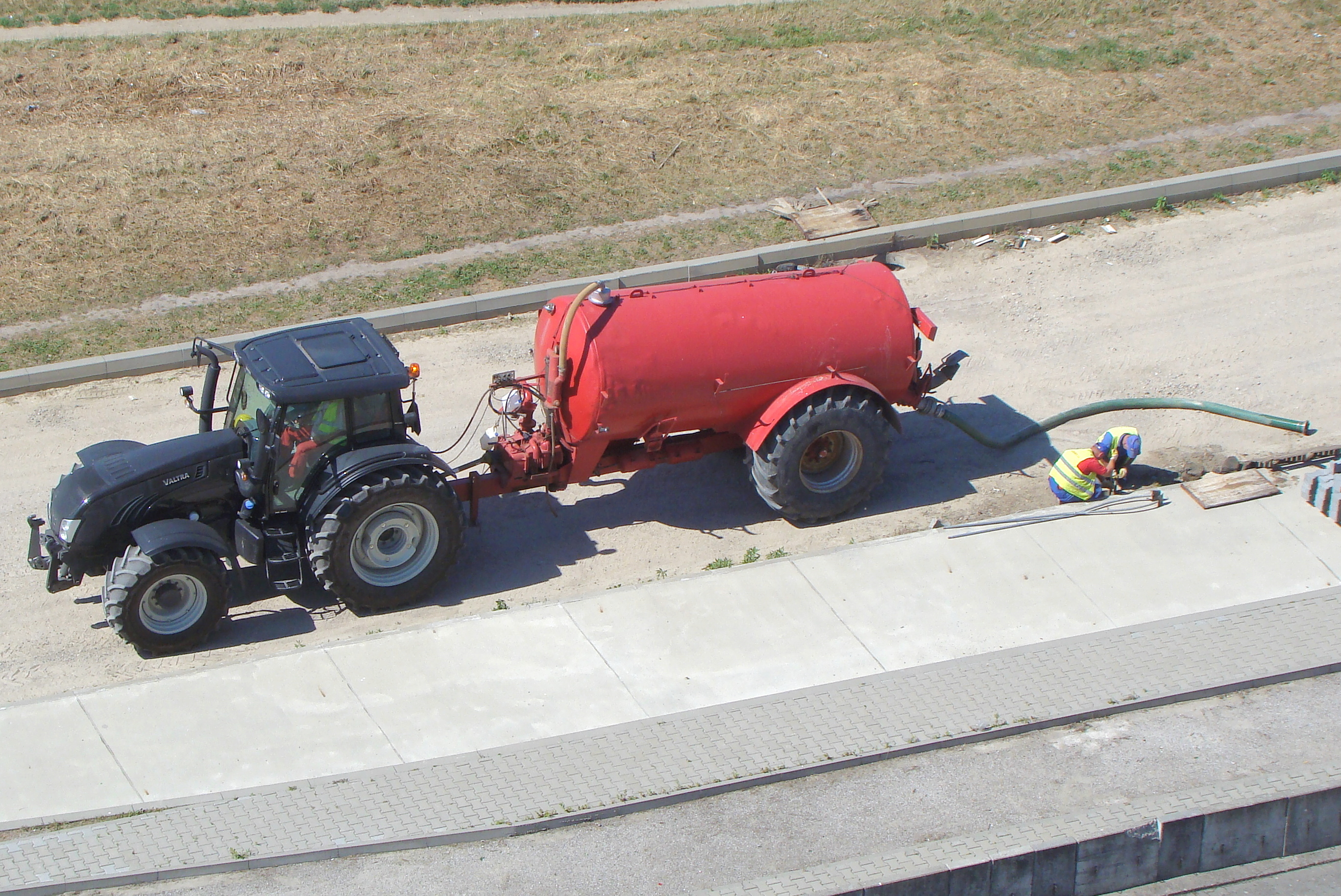
Ciągnik z przyczepą asenizacyjną

Asenizacja (ang. sanitation, fr. assainissement) – zabieg sanitarny polegający na usuwaniu płynnych nieczystości z dołów kloacznych i wywożeniu ich za pomocą pojazdów asenizacyjnych na tzw. pola asenizacyjne, gdzie pod nadzorem, dzięki możliwości samooczyszczania się gleby, wykorzystywane są jako nawóz. Asenizacja traci na znaczeniu w miarę rozbudowywania sieci kanalizacyjnej. Dawniej wyraz asenizacja oznaczał również poprawę warunków zdrowotnych w skupiskach ludzkich.